# Wolfgang Zapf
Wolfgang Zapf (* 25. April 1937 in Frankfurt am Main; † 26. April 2018 in Berlin) war ein deutscher Soziologe und Lehrstuhlinhaber.

## Leben
Zapf besuchte die Volksschule und das Real-Gymnasium in Frankfurt am Main. Er legte 1957 das Abitur ab. Von 1957 bis 1961 studierte er Soziologie und Nationalökonomie in Frankfurt am Main, Hamburg und Köln. Er war katholisch, Stipendiat des Cusanuswerks und absolvierte während des Studiums Praktika in der Marktforschung und in der Industrie. In Frankfurt schloss er 1961 sein Studium mit dem Diplom in Soziologie ab.
1962 bis 1966 war er Assistent von Ralf Dahrendorf am Soziologischen Seminar der Universität Tübingen. Er wurde 1963 in Tübingen mit einer Arbeit über die Wandlungen der deutschen Elite zum Dr. phil. promoviert. Die Elitenforschung war in diesen Jahren ein hochaktuelles Gebiet und wurde intensiv von Dahrendorf gepflegt. Von 1966 bis 1967 war er wissenschaftlicher Assistent von Dahrendorf an der Universität Konstanz. 1967 habilitierte er sich ebenda mit einer Arbeit über „Materialien zur Analyse des sozialen Wandels“, welche lediglich als Hektographie vorliegt, und begann dort seine Lehrtätigkeit als Privatdozent.
Im Jahr 1968 war er German Kennedy Fellow an der Harvard University. Von 1968 bis 1972 war Zapf ordentlicher Professor für Soziologie an der Universität Frankfurt. Von 1969 bis 1970 war Zapf Mitglied des Senats der Universität Frankfurt. Im Jahr 1972 wechselte er an die Universität Mannheim, wo er bis 1987 als Ordinarius lehrte. Von 1973 bis 1975 war er Direktor des Instituts für Sozialwissenschaften der Universität Mannheim.V on 1974 bis 1975 und 1982 bis 1983 bekleidete er das Amt eines Dekans der Fakultät für Sozialwissenschaften der Universität Mannheim.
In den frühen 1970er Jahren organisierte er zusammen mit Ökonomen von der Universität Frankfurt das SPES Projekt („Sozialpolitisches Entscheidungs- und Indikatorensystem“). Das Projekt mündete 1979 in den Sonderforschungsbereich 3 „Mikroanalytische Grundlagen der Gesellschaftspolitik“ Frankfurt/Mannheim. In den Jahren 1979, 1981 und von 1985 bis 1987 fungierte er als Sprecher dieses Sonderforschungsbereichs, und 1980 und von 1982 bis 1984 als stellvertretender Sprecher. Von 1967 bis 1974, 1983 bis 1984 war er Vorstandsmitglied und von 1987 bis 1990 Vorsitzender der Deutschen Gesellschaft für Soziologie; von 1973 bis 1976 war Zapf Vorsitzender der „Sektion Soziale Indikatoren“ der DGS. Von 1972 bis 1977 war Zapf Mitglied des Steering Committee des Center for Social Indicators des Social Science Research Council (SSRC) in Washington, D.C. Von 1973 bis 1975 fungierte er als Leiter der Planungsgruppe Sozialwissenschaften bei der Deutschen Forschungsgemeinschaft (DFG). Von 1976 bis 1985 war er Mitglied der DFG-Senatskommission für Empirische Sozialforschung.
Im September 1987 wurde Zapf zum wissenschaftlichen Geschäftsführer (Präsident) des Wissenschaftszentrums Berlin für Sozialforschung (WZB) ernannt, welches Amt er bis zum 31. August 1994 ausübte. Daneben war er gleichzeitig Direktor der „Abteilung Sozialstruktur und Sozialberichterstattung“, welche Funktion er bis zu seiner Emeritierung 2002 beibehielt. Zapf führte seine Lehrtätigkeit auch neben seinen Funktionen am WZB von 1988 bis 2002 als Professor für Soziologie an der Freien Universität Berlin fort. Er übernahm außerdem Lehrtätigkeiten an verschiedenen anderen europäischen und amerikanischen Universitäten: 1980 war er Visiting Professor for Comparative European Studies an der Stanford University. Er lebte unter anderem in Hirschberg an der Bergstraße
und war 1976, 1981 und 1986 Gastprofessor am Institut für Höhere Studien (IHS) in Wien. 1986 war er Visiting Fellow an der Hoover Institution der Stanford University.
Von 1987 bis 1990 war Zapf Mitherausgeber der Zeitschrift für Soziologie. Er war Mitglied im Beirat von Social Indicators Research und Fachgutachter der Alexander von Humboldt-Stiftung. Von 1993 bis 1999 fungierte Zapf als Vorsitzender des Kuratoriums von GESIS. Zapf war außerdem Mitglied der ISQOLS.
Wolfgang Zapf heiratete 1966 die promovierte Soziologin Katrin Raschig. Aus der Ehe gingen zwei Kinder, Peter und Johanna, hervor.

## Wissenschaftliche Bedeutung
Die Schwerpunkte der Arbeiten Zapfs liegen – in chronologischer Betrachtung ihrer Bearbeitung – im Bereich der Elitenforschung, der gesellschaftlichen Modernisierung und damit eng verbunden der Theorien des Sozialen Wandels, der Sozialberichterstattung und der Sozialindikatorenforschung.
Zapfs erste Publikationen beschäftigen sich mit der Elitenforschung, insbesondere mit dem langfristigen historischen Wandel der deutschen Elite. Wohl im Zusammenhang damit entwickelte sich sein Interesse für die langfristigen Prozesse des sozialen Wandels auf der Makroebene, welche er in seiner Habilitation thematisierte. Offenkundig kam er damit in Berührung mit der Modernisierungsforschung, welche gerade in den 1960er Jahren in den USA en vogue war. Hieraus entstanden seine ersten Arbeiten zur Modernisierungstheorie und der Sammelband „Theorien des sozialen Wandels“. Die empirische Ausarbeitung sollte einerseits in der historisch-komparativen Datensammlung zur Entwicklung westeuropäischer Gesellschaften geschehen; hierzu beantragte er zusammen mit Peter Flora das HIWED-Projekt (Historische Indikatoren Westeuropäischer Demokratien). Auf der anderen Seite stand die Implementation der Sozialindikatorenforschung, deren Ursprünge ebenfalls in den 1960er Jahren in den USA liegen, in Deutschland. Das SPES-Projekt (Sozialpolitisches Entscheidungs- und Indikatorensystem für die Bundesrepublik Deutschland) sollte ein System sozialer Makroindikatoren entwickeln. Die Hauptprodukte dieser Arbeiten war der „Soziologische Almanach“ (Herausgeber: Eike Ballerstedt und Wolfgang Glatzer) und der Sammelband „Lebensbedingungen in der Bundesrepublik“ (1977, 21978), welche letzteres Buch das Instrument der Sozialindikatoren auf die Bundesrepublik anwandte. Kern des Bandes ist ein sogenanntes „Sozialindikatorentableau“ mit mehreren hundert Indikatoren, welche quantifiziert wurden. Eine historisch längerfristige Betrachtung der gesellschaftlichen Entwicklung Deutschlands seit dem 19. Jahrhundert erfolgte in dem Werk „Wandel der Lebensbedingungen in Deutschland“ (1982).
Neuland innerhalb der Soziologie in Hinblick auf Massendatenanalyse wurde durch Zapfs Assistenten Johann Handl, Karl Ulrich Mayer und Walter Müller im SPES-Projekt durch die Auswertung der Zusatzerhebung zum Mikrozensus 1971 beschritten; die Publikation „Klassenlagen und Sozialstruktur“ stellt die erste mit Mikrodaten erstellte Klassenanalyse für Deutschland dar.
Es stellte sich bald heraus, dass man mit Makroindikatoren allein viele soziale Themen nicht erfassen konnte, da die Hauptquelle der Indikatoren die amtliche Statistik war, welche insbesondere keine Meinungs- und Einstellungsforschung betreibt. Analog zur amerikanischen Situation war man bestrebt, einen sozialen Survey zu entwickeln, welcher subjektive und objektive Sachverhalte gemeinsam erhebt, welche somit aufeinander bezogen werden könnten: dieses Instrument war der „Wohlfahrtssurvey“. Die zentrale Publikation – basierend auf Auswertungen dieses Surveys – war „Lebensqualität in der Bundesrepublik: Objektive Lebensbedingungen und subjektives Wohlbefinden“ (1984). Viele andere Publikationen, welche diese Datenquelle verwendeten, folgten, bis auf den heutigen „Datenreport“. Das zentrale theoretische Konzept dieser Arbeiten war die Wohlfahrts- und Lebensqualitätsforschung nach US-amerikanischen Vorbild. Die Entwicklung von Panel-Studien in den 1980er Jahren, wie das deutsche Sozio-ökonomische Panel, bot Gelegenheit, Elemente des Wohlfahrtssurveys in diese Panelstudie zu integrieren, und somit Lebensqualität im Längsschnitt abzubilden.
Mit diesen Datenquellen war nun eine solide Grundlage für mannigfaltige „Datenkompilationen“, Sozialstruktur- und Wohlfahrtsanalysen geschaffen. Zapfs Wechsel an das Wissenschaftszentrum Berlin in 1987 und der Zusammenbruch der DDR öffneten ein neues Forschungsfeld. Zunächst konnte durch die Ausdehnung des Wohlfahrtssurveys auf Ostdeutschland eine Datengrundlage für eine sozialwissenschaftliche Transformationsforschung geschaffen werden. Im Laufe der letzten beiden Jahrzehnte wurde die getrennte Analyse und Gegenüberstellung von Ost und West allerdings immer gegenstandsloser.
Zapfs theoretischer Hintergrund blieb die Modernisierungstheorie und er gilt als prominentester Vertreter der "Modernisierungsforschung" in der deutschen Soziologie. Den Kern der Modernisierung sieht er in der „Steigerung der gesamt-gesellschaftlichen Anpassungs- und Steuerungskapazitäten, das heißt als positive Bilanz von steigenden Ressourcen und steigenden Belastungen“. Zentral wurden für ihn im Laufe der Zeit Konzepte der sozialen Steuerung, der sozialen Planbarkeit und der sozialen Innovationsfähigkeit von Gesellschaften. Der Zusammenbruch des sozialistischen Wirtschaftssystems gab ihm Gelegenheit, seine theoretischen Vorstellungen zu erweitern, z. B. durch das Konzept der „nachgeholten Modernisierung“.
Vertreter neuerer Konzepte der Modernisierungsforschung stehen der Modernisierungstheorie im engeren Sinne, die Zapf als "eine amerikanische Erfindung der 1950er Jahre" bezeichnete, kritischer gegenüber. Diese Neufassung der Modernisierungstheorie ist weniger ethnozentrisch und pfadabhängig und ist auch den Misserfolgen und Schattenseiten (z. B. Umweltgefährdung, Rüstungswettbewerbe, wirtschaftliche Außenwirkungen der westlichen Industrieländer) gegenüber sensibel. So ist mit Rucht gesellschaftliche Modernisierung „ein variantenreicher und keineswegs linearer Vorgang, gekennzeichnet von ungleichzeitigen Abläufen, Rückschritten und widersprüchlichen Teilentwicklungen“. Das zu Grunde gelegte „Modell einer modernen Gesellschaft“ könne auf einer begrenzten Anzahl „unterschiedlicher Entwicklungspfade“ erreicht werden.
Zapf war erfolgreich in der Förderung und Platzierung junger Soziologen: so gehören zu seinen ehemaligen Studenten und Mitarbeitern Karl Ulrich Mayer, Walter Müller, Peter Flora, Johann Handl, Jens Alber, Wolfgang Glatzer, Heinz-Herbert Noll, Jürgen Kohl, Roland Habich, Franz Rothenbacher und viele andere.

## Veröffentlichungen
- Wandlungen der deutschen Elite. Piper, München 1965; 2. Auflage 1966. Zugleich Philosophische Dissertation Tübingen 1963.
- mit Joachim Bergmann: Kommunikation im Industriebetrieb. Europäische Verlagsanstalt, Frankfurt 1965.
- als Hrsg. und Mitautor: Beiträge zur Analyse der deutschen Oberschicht. Piper, München 1965.
- als Hrsg.: Theorien des sozialen Wandels (= Neue wissenschaftliche Bibliothek. Band 31: Soziologie). Verlagsgruppe Athenäum, Hain, Scriptor, Hanstein, Königstein/Ts. 1969; 4. Auflage 1979.
- als Hrsg.: Soziale Indikatoren: Konzepte und Forschungsansätze. Band 1–2: Herder & Herder, Frankfurt 1974; Band 3: Campus, Frankfurt 1975.
- als Hrsg.: Gesellschaftspolitische Zielsysteme (= Soziale Indikatoren. Band 4). Campus, Frankfurt 1976.
- Sozialberichterstattung: Möglichkeiten und Probleme. Verlag Otto Schwartz & Co., Göttingen 1976 (= Kommission für wirtschaftlichen und sozialen Wandel. Band 125).
- mit Hans Jürgen Krupp: Sozialpolitik und Sozialberichterstattung. Campus, Frankfurt / New York 1977.
- als Hrsg. und Mitautor: Probleme der Modernisierungspolitik. Verlag Anton Hain, Meisenheim am Glan 1977 (= Mannheimer sozialwissenschaftliche Studien. Band 14).
- als Hrsg. und Mitautor: Lebensbedingungen in der Bundesrepublik. Campus, Frankfurt / New York 1977; 2. Auflage 1978.
- als Hrsg. mit Erich Wiegand: Wandel der Lebensbedingungen in Deutschland. Campus, Frankfurt 1982
- mit Wolfgang Glatzer: Lebensqualität in der Bundesrepublik. Objektive Lebensbedingungen und subjektives Wohlbefinden. Campus, Frankfurt / New York 1984.
- als Hrsg. und Mitautor: German Social Report. In: Social Indicators Research. Band 19, Nr. 1, 1987, S. 5–171.
- mit anderen: Individualisierung und Sicherheit: Untersuchungen zur Lebensqualität in der Bundesrepublik Deutschland. Beck, München 1987 (= Perspektiven und Orientierungen. Band 4).
- Aufsätze zur Modernisierungsforschung und Modernisierungstheorie. Hektograph, Mannheim 1987.
- Modernisierung, Wohlfahrtsentwicklung und Transformation. Soziologische Aufsätze 1987–1994. Sigma, Berlin 1994.
- als Hrsg. mit Meinolf Dierkes und Mitautor: Institutionenvergleich und Institutionendynamik (= WZB-Jahrbuch. 1994). Sigma, Berlin 1994.
- als Hrsg. mit Hansgert Peisert: Gesellschaft, Demokratie und Lebenschancen: Festschrift für Ralf Dahrendorf. Deutsche Verlagsanstalt, Stuttgart 1994.
- als Hrsg.: Lebenslagen im Wandel: Sozialberichterstattung im Längsschnitt. Campus-Verlag, Frankfurt / New York 1996.
- als Hrsg. mit Roland Habich und Mitautor: Wohlfahrtsentwicklung im vereinten Deutschland: Sozialstruktur, sozialer Wandel und Lebensqualität. Sigma, Berlin 1996; 2. Auflage 1997.
- als Hrsg. mit Bernhard Schäfers: Handwörterbuch zur Gesellschaft Deutschlands. Leske und Budrich, Opladen 1998; 2. Auflage 2001.